# Spathiphyllum schomburgkii
Spathiphyllum schomburgkii Schott – gatunek wieloletnich, wiecznie zielonych roślin zielnych z rodzaju skrzydłokwiat, z rodziny obrazkowatych, występujący na obszarze od Kolumbii do Gujany i północnej Brazylii, zasiedlający równikowe lasy deszczowe.